# Maelstrom: The Battle for Earth Begins
Maelstrom: The Battle for Earth Begins — стратегия в реальном времени, разработанная российской студией KD Vision и изданная Codemasters.

## Сюжет
Действие Maelstrom: The Battle for Earth Begins разворачивается в 2050 году в постапокалиптическом будущем после экологической катастрофы, которая приводит к затоплению большей части планеты, а также к последующему уничтожению оставшихся ресурсов. Большая часть человечества укрылась под землей, укрываясь от долгой войны между Ремнантами и Корпорацией. В разгар этой войны появляется инопланетная раса, находящаяся на грани исчезновения, известная как Хай-Дженти, которая быстро наводняет землю и истребляет как Ремнантов, так и Корпорацию.
В игре используется много механик, использовавшихся в предыдущей RTS-игре KD, Периметр . Например, терраформирование, пока что уникально для этого жанра и является ключевым для игрового процесса. В Maelstrom: The Battle for Earth Begins игрок также может напрямую управлять героями от третьего лица.

## Геймплей
Геймплей Maelstrom: The Battle for Earth Begins требует от игрока строительства баз, сбора ресурсов для тренировки солдат, создания техники и зданий. У всех фракций ресурсы имеют разные имена, но функционально идентичны. Три основных ресурса можно получить из баз, водяных насосов и Солнца.
Каждый ресурс используется по-своему, например, воду можно использовать для повышения скорости боевых единиц в битве, а также для регенерации солдат Хай-Дженти и в качестве основного ресурса для исследования улучшений.
Игроки также могут командовать несколькими юнитами, отдавая приказы с высоты птичьего полета или командуя ими посредством прямого управления. Игроки могут взять под свой контроль героя фракции и играть в игру от третьего лица, что дает значительное преимущество в бою, а также возможность нанести упреждающий удар.
Терраформирование также играет важную роль в игровом процессе. Ремнанты и Корпорация могут терраформировать землю, создавая искусственные холмы и канавы, блокируя проход отрядам, а также могут использовать его для создания линий обороны. Хай-Дженти не могут терраформировать землю, а вместо этого затопляют карту с помощью Мутагеновых насосов, давая им преимущество в начале игры против техники.

## Фракции

### Ремнанты
Ремнанты — это группа партизан во главе с Джеймсом Бьюкэнаном, состоящая из новобранцев и ветеранов со всего мира. У них есть широкий выбор юнитов, чтобы компенсировать низкий урон и низкотехнологичное снаряжение. Их юниты гораздо быстрее, но имеют небольшой запас прочности. Ремнанты используют Вторсырье, Солнечную энергию и Воду.
Ремнанты используют обычное оружие и скрытные тактики, чтобы изматывать врагов. Их базы строятся на убежищах выживших. Эти убежища являются бесконечным источником вторсырья и служат строительной площадкой для баз. Вторсырье можно собрать из останков транспортных средств, а также из построек выживших, используя Убежища.
Техника и Инженеры получают урон от погружения в воду, если не будут исследованы улучшения до амфибий.

### Корпорация
Корпорация — это высокотехнологичные остатки корпорации, возглавляемой Арланом Ханом, который страдает манией величия и начинает тоталитарно командовать войсками, не заботясь о мертвых. Корпорация ориентирована на мощных универсальных юнитов, но также неудобна с точки зрения расширения базы. Корпорация собирает ДНК, Солнечную энергию и Водород.
Корпорация использует высокотехнологичное лазерное оружие, передовые технологии и грубую огневую мощь вместо разнообразия юнитов. Базы Корпорации могут быть построены в любом месте на поле битвы с помощью Уни-Вэнов. Все здания Корпорации построены из Уни-Вэнов, которые могут трансформироваться и перемещаться, если возникнет необходимость. Однако, в отличие от Ремнантов, ДНК собирается из Убежищ выживших с помощью Манипуляторов, юнита, который может выполнять терраформирование, как Инженер, но не может ничего построить. Водород забирается с помощью водяных насосов и используется для тех же целей, что и Вода. Солнечная энергия вырабатывается автоматически из зданий Корпорации, которые действуют как солнечные панели.
Юниты и здания Корпорации способны восстанавливать щиты, но не обладают какой-либо способностью к регенерации. Корпорация компенсирует нехватку юнитов с помощью техники, которая может трансформироваться в другие формы, подходящие для битвы. Например, наземные подразделения, которые эффективны против пехоты, могут стать стационарными турелями или артиллерией дальнего действия.
Подобно Ремнантам, техника и манипуляторы будут получать урон от погружения в воду, если не изучена нужная технология полёта.

### Хай-Дженти
Хай-Дженти — пришельцы, пришедшие на Землю в разгар борьбы между Корпорацией и Ремнантами. Они не используют механические единицы и представляют собой расу биоконструкций, каждая из которых создана для определённой цели. Вторжение возглавляет Маммон, а его контролирует «Смотритель». Все Хай-Дженти — биологические, поэтому у них нет никакой техники. Базы состоят всего из трех зданий: Генетрикса, Био-культиватора и мутагенного насоса. У Хай-Дженти нет щитов, и они могут регенерировать в воде. Хай-Дженти собирают только два ресурса, а именно Биомассу и Мутаген.
В отличие от двух других фракций, у Хай-Дженти нет множества зданий, а также нет отдельных объектов для тренировки пехоты и создания транспортных средств. Все юниты создаются из коконов, которые вызываются Генетриксами, которые также действуют как исследовательский центр. Эти коконы могут затем вылупиться в любую из множества единиц, в зависимости от её размера.
Биомассу собирают, строя Био-культиваторы на основе Убежищ выживших, которые также могут создавать Био-рабов. Биомассу также можно собирать с трупов врага и трупов своих войск.
Мутаген действует как эквивалент водного ресурса, а также дает возможность регенерации в любой воде, в которую его закачивают. В отличие от других фракций, Мутагенные насосы затопляют землю, исцеляя всех дружественных юнитов, плавающих в его водах.
Генетрикс можно развивать / улучшать, позволяя получать больше коконов, увеличивая размер и вместимость Био-раба, а также предоставляя доступ к большему количеству улучшений. Генетрикс на последней стадии эволюции может вызвать чрезвычайно мощный юнит ближнего боя, называемый титаном, однако это требует больших затрат воды и биомассы.

## Разработка
11 июля 2022 года сообществом поклонников игр от KD-Lab с разрешения разработчиков под свободной лицензией GPLv3 на GitHub был опубликован исходный код игрового движка Vista Engine и сделанных на нем игр - Maelstrom: The Battle for Earth Begins и Периметр 2: Новая Земля.

## Отзывы
| Сводный рейтинг       | Сводный рейтинг |
| Агрегатор             | Оценка          |
| --------------------- | --------------- |
| GameRankings          | 59,55 %         |
| Metacritic            | 58/100          |
| Иноязычные издания    |                 |
| Издание               | Оценка          |
| GameSpot              | 4,2/10          |
| IGN                   | 4/10            |
| Русскоязычные издания |                 |
| Издание               | Оценка          |
| «Игромания»           | 7,0             |
| «ЛКИ»                 | 69 %            |

По данным агрегатора рецензий Metacritic, игра получила «смешанные или посредственные» отзывы прессы.